# Élections sénatoriales de 2008 dans le Cantal
Les élections sénatoriales dans le Cantal ont eu lieu le dimanche 21 septembre 2008. Elles ont eu pour but d'élire les sénateurs représentant le département au Sénat pour un mandat de six années.

## Contexte départemental
Lors des élections sénatoriales du 27 septembre 1998 dans le Cantal, deux sénateurs ont été élus, un divers droite et un RPR.
Depuis, tous les effectifs du collège électoral des grands électeurs ont été renouvelés, avec les élections législatives françaises de 2007, les élections régionales françaises de 2004, les élections cantonales de 2004 et 2008 et les élections municipales françaises de 2008.

## Rappel des résultats de 1998
| Candidat et parti politique | Candidat et parti politique | Candidat et parti politique | Premier tour | Premier tour | Second tour | Second tour |
| Candidat et parti politique | Candidat et parti politique | Candidat et parti politique | Voix         | %            | Voix        | %           |
| --------------------------- | --------------------------- | --------------------------- | ------------ | ------------ | ----------- | ----------- |
|                             | Roger Besse                 | RPR                         | 227          | 42,91        | 232         | 44,27       |
|                             | Roger Rigaudière            | RPR                         | 227          | 42,91        | 211         | 40,27       |
|                             | Pierre Jarlier              | UDF                         | 223          | 42,16        | 303         | 57,82       |
|                             | Roger Destannes             | PS                          | 178          | 33,65        | 179         | 34,16       |
|                             | Pierre Chamapgnac           | PS                          | 118          | 22,31        | Retrait     | Retrait     |
|                             | Paul Bardot                 | FN                          | 7            | 1,32         | Retrait     | Retrait     |
|                             |                             |                             |              |              |             |             |
| Inscrits                    | Inscrits                    | Inscrits                    | 534          | 100,00       | 534         | 100,00      |
| Abstentions                 | Abstentions                 | Abstentions                 | 2            | 0,37         | 1           | 0,19        |
| Votants                     | Votants                     | Votants                     | 532          | 99,63        | 533         | 99,81       |
| Blancs et nuls              | Blancs et nuls              | Blancs et nuls              | 3            | 0,56         | 9           | 1,69        |
| Exprimés                    | Exprimés                    | Exprimés                    | 529          | 99,44        | 524         | 98,31       |

## Sénateurs sortants
| Sénateur | Sénateur       | Parti | Fonctions lors de l'élection en 1998                         |
| -------- | -------------- | ----- | ------------------------------------------------------------ |
|          | Roger Besse    | UMP   | Sénateur sortant, président du conseil général, maire d'Ydes |
|          | Pierre Jarlier | UMP   | Conseiller général, maire de Saint-Flour                     |

## Présentation des candidats et des suppléants
Les nouveaux représentants sont élus pour une législature de 6 ans au suffrage universel indirect par les 529 grands électeurs du département. Dans le Cantal, les sénateurs sont élus au scrutin majoritaire à deux tours. Leur nombre reste inchangé, 2 sénateurs sont à élire. Ils sont 10 candidats dans le département, chacun avec un suppléant.
| T/S | Candidats | Candidats              | Parti | Principale fonction                                        |
| --- | --------- | ---------------------- | ----- | ---------------------------------------------------------- |
| T   |           | Jean-Pierre Roume      | PCF   |                                                            |
| S   |           | Marinette Audrerie     | PCF   |                                                            |
| T   |           | Lionel Roucan          | Verts |                                                            |
| S   |           | Mireille Laborie       | Verts |                                                            |
| T   |           | Jacques Klem           | PS    |                                                            |
| S   |           | Gérard Salat           | PS    |                                                            |
| T   |           | Jacques Mézard         | PRG   | Conseiller général                                         |
| S   |           | Marc Maisonneuve       | PRG   |                                                            |
| T   |           | François Bré           | DIV   |                                                            |
| S   |           | Christelle Leclercq    | DIV   |                                                            |
| T   |           | Jean-Yves Marquet      | DVD   |                                                            |
| S   |           | Sébastien Matthieu     | DVD   |                                                            |
| T   |           | Yves Coussain          | UMP   | Maire de Teissières-lès-Bouliès, ancien député             |
| S   |           | Colette Dauzet         | UMP   |                                                            |
| T   |           | Pierre Jarlier         | UMP   | Sénateur sortant, conseiller général, maire de Saint-Flour |
| S   |           | Bernard Delcros        | UMP   | Conseiller général, maire de Chalinargues                  |
| T   |           | Louis-Jacques Liandier | UMP   | Conseiller général, maire de Vic-sur-Cère                  |
| S   |           | Guy Delteil            | UMP   |                                                            |
| T   |           | Éric Faurot            | FN    |                                                            |
| S   |           | Anne Faurot            | FN    |                                                            |

## Résultats
| Candidat et parti politique | Candidat et parti politique | Candidat et parti politique | Premier tour | Premier tour | Second tour | Second tour |
| Candidat et parti politique | Candidat et parti politique | Candidat et parti politique | Voix         | %            | Voix        | %           |
| --------------------------- | --------------------------- | --------------------------- | ------------ | ------------ | ----------- | ----------- |
|                             | Pierre Jarlier              | UMP                         | 310          | 59,73        |             |             |
|                             | Jacques Mézard              | PRG                         | 220          | 42,39        | 283         | 55,82       |
|                             | Louis-Jacques Liandier      | UMP                         | 135          | 26,01        | Retrait     | Retrait     |
|                             | Yves Coussain               | UMP                         | 129          | 24,86        | 224         | 44,18       |
|                             | Jacques Klem                | PS                          | 124          | 23,89        | Retrait     | Retrait     |
|                             | Jean-Pierre Roume           | PCF                         | 22           | 4,24         | Retrait     | Retrait     |
|                             | Lionel Roucan               | Verts                       | 18           | 3,47         | Retrait     | Retrait     |
|                             | Jean-Yves Marquet           | DVD                         | 16           | 3,08         | Retrait     | Retrait     |
|                             | Éric Faurot                 | FN                          | 2            | 0,39         | Retrait     | Retrait     |
|                             | François Bré                | DIV                         | 0            | 0,00         | Retrait     | Retrait     |
|                             |                             |                             |              |              |             |             |
| Inscrits                    | Inscrits                    | Inscrits                    | 529          | 100,00       | 529         | 100,00      |
| Abstentions                 | Abstentions                 | Abstentions                 | 4            | 0,76         | 2           | 0,38        |
| Votants                     | Votants                     | Votants                     | 525          | 99,24        | 527         | 99,62       |
| Blancs et nuls              | Blancs et nuls              | Blancs et nuls              | 6            | 1,14         | 20          | 3,80        |
| Exprimés                    | Exprimés                    | Exprimés                    | 519          | 98,86        | 507         | 96,20       |